# Musée de Roland-Garros
Le musée de Roland-Garros, également appelé galerie Roland-Garros, musée de la Fédération française de tennis ou Tenniseum, est un musée français situé à l'intérieur de l'enceinte du stade Roland-Garros, dans le 16e arrondissement de Paris. Il est consacré à l'histoire des Internationaux de France de tennis.

## Histoire
Le musée a été créé en 2003 par la Fédération française de tennis, avec environ 1 000 m2 d'espace d'exposition. Sa collection permanente est essentiellement composée de vidéos et de photographies. Il contient également une centaine de raquettes de tennis datant de 1920 à nos jours.
En avril 2016, le Tenniseum ferme ses portes, tandis que la FFT travaille sur un projet muséographique prévu à l'horizon 2020, après les travaux d’extension et de modernisation du stade Roland-Garros. La rénovation du bâtiment prévoit la création d'un espace muséal et d’un auditorium en sous-sol. Début 2024, le nouveau musée n'est toujours pas ouvert et seul un « musée virtuel » est accessible.